# Приморский аграрно-технологический университет

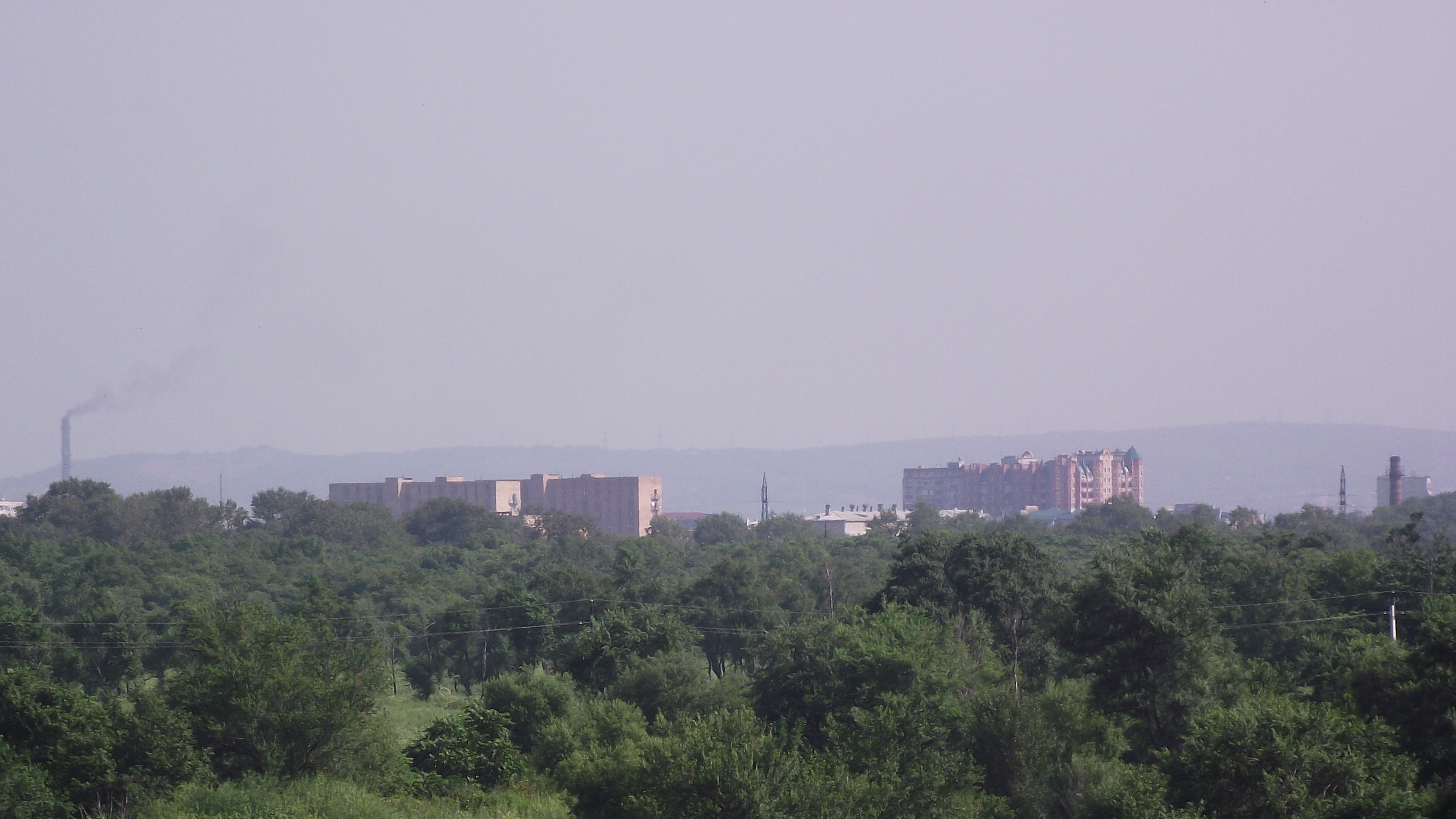
Учебные корпуса ПГСХА на ул Раздольная.

Приморский государственный аграрно-технологический университет (ПГАТУ), ранее Примо́рская госуда́рственная сельскохозя́йственная акаде́мия (ПГСХА), ранее Приморский сельскохозяйственный институт — высшее учебное заведение в городе Уссурийске Приморского края.
Второй сельскохозяйственный ВУЗ Дальнего Востока России.
Основан в 1957 году на основании постановления Совета Министров СССР за № 1040 «О переводе Ярославского сельскохозяйственного института в город Ворошилов Приморского края».
На Дальний Восток приехали 552 студента агрономического и зоотехнического факультетов, а с ними 62 преподавателя и сотрудника Ярославского сельскохозяйственного института. Приморский сельскохозяйственный институт открылся в здании управления расформированной Приморской железной дороги.
В настоящий момент в состав Приморского аграрно-технологического университета входят 5 институтов и 15 кафедр.
Главный корпус расположен в микрорайоне вблизи железнодорожной станции, другие учебные корпуса находятся по ул. Раздольная (район ул. Агеева — Лермонтова).

## Институты
- Инженерно-технологический институт (ИТИ)
- Институт повышения квалификации (ИПК)
- Институт землеустройства и агротехнологий (ИЗиАТ)
- Институт животноводства и ветеринарной медицины (ИЖиВМ)
- Институт лесного и лесопаркового хозяйства (ИЛХ)

## Известные выпускники
- Дьякун, Дмитрий Иванович (р. 1939) — заслуженный лесовод Российской Федерации (1995), директор Кировского лесхоза (1985—2007)
- Етылин, Владимир Михайлович (р. 1944) — депутат Государственной думы России (2001—2003)
- Меликян, Спартак Сейранович (р. 1968) — депутат парламента Армении (2007)
- Сопчук, Сергей Андреевич (р. 1964) — Председатель Законодательного собрания Приморского края (2002—2006), первый вице-губернатор Приморского края (2007—2008)[4]
- Цой, Валентин Евгеньевич (р. 1952) — депутат Государственной думы России (1995—1999), первый вице-президент НЦ РИТ
- Чайка, Анатолий Климентьевич (1942—2015) — учёный-аграрий, академик РАСХН (1997) и РАН (2013)